# Canton de Vouneuil-sur-Vienne
Le canton de Vouneuil-sur-Vienne est un ancien canton français situé dans le département de la Vienne et la région Poitou-Charentes.

## Géographie
Ce canton était organisé autour de Vouneuil-sur-Vienne dans l'arrondissement de Châtellerault. Son altitude varie de 47 m (Availles-en-Châtellerault) à 151 m (Beaumont) pour une altitude moyenne de 87 m.

## Représentation

### Conseillers généraux de 1833 à 2015
| Période | Période          | Identité                                                              | Étiquette             | Qualité |
| ------- | ---------------- | --------------------------------------------------------------------- | --------------------- | --- |
| 1833    | 1842             | François Gabriel Thibault-Labrousse Marquis de Verteillac (1763-1854) |                       | Propriétaire Maire de Vouneuil-sur-Vienne |
| 1842    | 1848             | François Narcisse Legentil-Laurance (1792-1867)                       |                       | Substitut du Procureur général près la Cour royale de Poitiers                                                                                     |
| 1848    | 1864             | Paul Proa-Orillard                                                    | Droite Monarchiste    | Négociant, industriel et banquier Directeur de la manufacture d'armes de Châtellerault Député (1842-1848, 1849-1851) maire de Châtellerault (1836) |
| 1864    | 1865 (décès)     | Pierre Aimé Laurence                                                  |                       | Percepteur, propriétaire à Poitiers |
| 1865    | 1870             | Olivier Treuille                                                      |                       | Juge de paix à Vouneuil-sur-Vienne |
| 1871    | 1874             | Louis François Auger                                                  | Républicain           | Propriétaire |
| 1874    | 1886             | Georges Creuzé                                                        | Conservateur clérical | Entrepreneur et propriétaire à Châtellerault Député (1885-1889)                                                                                    |
| 1886    | 1889 (démission) | Clément Baudet-Desroches                                              | Républicain           | Notaire - Maire d'Archigny, conseiller d'arrondissement                                                                                            |
| 1890    | 1904             | Désiré Brissonnet                                                     | Rad.                  | Maire de Bellefonds, conseiller d'arrondissement                                                                                                   |
| 1904    | 1910             | Marquis Etienne de La Borie de Campagne                               | Monarchiste           | Propriétaire du château du Fou Maire de Vouneuil-sur-Vienne (1896-1919)                                                                            |
| 1910    | 1928             | Maximilien Victor Pironnet                                            | Rad.                  | Propriétaire, cultivateur, négociant Maire de Cenon-sur-Vienne                                                                                     |
| 1928    | 1934             | Charles Chauvet                                                       | Rad.                  | Propriétaire à Vouneuil-sur-Vienne |
| 1934    | 1940             | Firmin Andrault (1879-1949)                                           | URD                   | Cultivateur à La Chapelle Moulière Conseiller municipal de Bonneuil-Matours Nommé conseiller départemental en 1943                                 |
|         |                  |                                                                       |                       | |
| 1945    | 1949 (décès)     | Firmin Andrault                                                       | DVD                   | Conseiller municipal de Bonneuil-Matours |
| 1949    | 1976             | Guy Parthenay (1910-1996)                                             | DVD                   | Avocat |
| 1976    | 1991 (démission) | Guy Rubi                                                              | PS                    | Docteur en médecine Maire de Vouneuil-sur-Vienne (1971-1983)                                                                                       |
| 1991    | 2015             | Gérard Barc                                                           | PS                    | Instituteur, conseiller municipal de Croutelle puis maire de Vouneuil-sur-Vienne (2001-2014)                                                       |

### Conseillers d'arrondissement (de 1833 à 1940)
Le canton de Vouneuil avait deux conseillers d'arrondissement.
| Période                                  | Période | Identité                             | Étiquette        | Qualité |
| ---------------------------------------- | ------- | ------------------------------------ | ---------------- | --- |
| 1833                                     | 1839    | Pierre Bachellier-Vézien (1796-1868) |                  | Avocat, juge de paix à Châtellerault                                                                        |
| 1833                                     | 1842    | Pierre Arnaud Delafond               |                  | Juge de paix, propriétaire à Monthoiron                                                                     |
|                                          |         |                                      |                  | |
| av.1883                                  | 1886    | Clément Baudet-Desroches             | Républicain      | Notaire - Maire d'Archigny                                                                                  |
| 1886                                     | 1890    | Désiré Brissonnet                    | Républicain Rad. | Maire de Bellefonds                                                                                         |
| 1890                                     |         | Alphonse Guignard                    | Rad.             | Propriétaire à Bonneuil-Matours                                                                             |
|                                          |         |                                      |                  | |
|                                          | 1940    | Fernand Hélie                        | Droite           | Maire d'Archigny                                                                                            |
| 1940                                     |         |                                      |                  | Les conseils d'arrondissement ont été suspendus par la loi du 12 octobre 1940 et n'ont jamais été réactivés |
| Les données manquantes sont à compléter. |         |                                      |                  | |

## Composition
Le canton de Vouneuil-sur-Vienne regroupait 8 communes et comptait 10 815 habitants (recensement de 2007 populations municipales).
| Nom                             | Code Insee | Codepostal | Superficie (km2) | Population (dernière pop. légale) | Densité (hab./km2) |
| ------------------------------- | ---------- | ---------- | ---------------- | --------------------------------- | ------------------ |
| Vouneuil-sur-Vienne (chef-lieu) | 86298      | 86210      | 36,80            | 2 031 (2012)                      | 55                 |
| Archigny                        | 86009      | 86210      | 66,68            | 1 092 (2012)                      | 16                 |
| Availles-en-Châtellerault       | 86014      | 86530      | 15,46            | 1 668 (2012)                      | 108                |
| Beaumont                        | 86019      |            | 21,44            | 1 881 (2012)                      | 88                 |
| Bellefonds                      | 86020      | 86210      | 8,50             | 243 (2012)                        | 29                 |
| Bonneuil-Matours                | 86032      | 86210      | 42,80            | 2 082 (2012)                      | 49                 |
| Cenon-sur-Vienne                | 86046      | 86530      | 8,60             | 1 829 (2012)                      | 213                |
| Monthoiron                      | 86164      | 86210      | 16,66            | 689 (2012)                        | 41                 |

## Démographie
| 1962  | 1968  | 1975  | 1982  | 1990  | 1999   | 2006   | 2011   | 2012   |
| ----- | ----- | ----- | ----- | ----- | ------ | ------ | ------ | ------ |
| 7 560 | 7 260 | 7 466 | 8 578 | 9 451 | 10 078 | 10 669 | 11 384 | 11 515 |

## Sources
1. ↑  « Journal officiel de la République française. Lois et décrets », sur Gallica, 9 mai 1889 (consulté le 23 août 2020).
2. ↑  « Ministère de la culture - Base Léonore », sur culture.gouv.fr (consulté le 20 mai 2023).
3. ↑  « Journal officiel de la République française. Lois et décrets », sur Gallica, 17 avril 1943 (consulté le 23 août 2020).
4. ↑  Structure de la population du canton de 1968 à l'année de la dernière population légale connue
5. ↑  Fiches Insee - Populations légales du canton pour les années 2006, 2011, 2012